# ملعب ألفونسو لاستراس
ملعب ألفونسو لاستراس هو ملعب متعدد الاستخدام يقع في ولاية سان لويس بوتوسي المكسيكية . غالبا ما يتم استخدامه لمباريات كرة القدم . يسع الملعب لجلوس 28 ألف متفرج . يعتبر الملعب الرسمي الذي يخوض فيه نادي سان لويس مبارياته . تم افتتاح الملعب في سنة 2002 .